# Groß Sankt Florian
Groß Sankt Florian ist eine Marktgemeinde mit 4095 Einwohnern (Stand 1. Jänner 2024) im Bezirk Deutschlandsberg in der Steiermark. Seit 2015 ist sie im Rahmen der steiermärkischen Gemeindestrukturreform mit der Gemeinde Unterbergla zusammengeschlossen. Die neue Gemeinde führt den Namen „Groß Sankt Florian“ weiter.

## Geografie

### Lage
Die Gemeinde Groß Sankt Florian liegt im Laßnitztal, im weststeirischen Hügelland und wird von der Laßnitz, dem Vocherabach und dem Rassachbach durchflossen. Weiters liegen mehrere Teiche auf dem Gemeindegebiet.

### Gemeindegliederung
Die Gemeinde besteht aus 16 Katastralgemeinden (Fläche Stand 31. Dezember 2023)
bzw. Ortschaften (Einwohner Stand 1. Jänner 2024):
| Katastralgemeinde      | Fläche    | abweichender Ortschaftsname       | Einw. |
| ---------------------- | --------- | --------------------------------- | ----- |
| Groß St. Florian       | 290,8 ha  | Groß Sankt Florian                | 955   |
| Grub                   | 300,08 ha | Grub bei Groß Sankt Florian       | 155   |
| Grünau                 | 162,18 ha | Grünau an der Laßnitz             | 178   |
| Gussendorf             | 702,81 ha |                                   | 327   |
| Hasreith               | 420,72 ha |                                   | 116   |
| Kraubath               | 264,51 ha | Kraubath in der Weststeiermark    | 206   |
| Krottendorf            | 219,44 ha | Krottendorf an der Laßnitz        | 214   |
| Lebing                 | 247,04 ha |                                   | 184   |
| Michlgleinz            | 375,51 ha |                                   | 252   |
| Mönichgleinz           | 193,75 ha |                                   | 46    |
| Nassau                 | 299,46 ha |                                   | 139   |
| Petzelsdorf            | 284,84 ha | Petzelsdorf in der Weststeiermark | 375   |
| Sulzhof                | 420,9 ha  |                                   | 242   |
| Tanzelsdorf            | 256,53 ha |                                   | 252   |
| Unterbergla            | 286,08 ha |                                   | 264   |
| Vochera an der Laßnitz | 154,51 ha |                                   | 190   |

### Nachbargemeinden
| Deutschlandsberg         | Stainz                                      |                 |
| Frauental an der Laßnitz | Kompassrose, die auf Nachbargemeinden zeigt | Wettmannstätten |
|                          | Sankt Martin im Sulmtal                     |                 |

Die Grenze zu Deutschlandsberg ist nur ca. 60 m lang. Dieses Grenzstück liegt im Westen der KG Tanzelsdorf am Lauf des Vochera-Baches, jenseits liegt in Deutschlandsberg die KG Gersdorf (früher Gemeinde Gams).

## Geschichte
Das Gemeindegebiet war vor ca. 15 Mio. Jahren, im Miozän, wie weite Teile des Grazer Beckens von einem flachen Meer bedeckt. Im Boden, der aus den sog. „Florianer Schichten“ aus dem Badenium besteht, finden sich Fossilien aus dieser Zeit. Schneckengehäuse und Muschelschalen werden bei Grabungen (für Leitungen, beim Straßenbau usw.) gefunden, beispielsweise Schnecken der Art Nassarius styriacus. 2020 wurden auf diese Weise vier Schneckenarten, 15 verschiedene Muschelarten, Seeigelreste, Fische, Pflanzenreste entdeckt. Sie wurden von Mitarbeitern des Joanneums dokumentiert und archiviert.
Teile der Gemeinde liegen im Laßnitztal in jenem Bereich, in dem eine dichte Besiedlung seit der Bronzezeit durch eine Reihe archäologischer Fundstellen belegt ist. Insgesamt sind die Flächen archäologischer Grabungen in diesem Gebiet über 40 ha groß.
Die römische Straße im Laßnitztal verlief bei Gussendorf gerade im Laßnitztal, was zumindest drei Brückenbauten notwendig machte.
Die erste urkundliche Erwähnung eines Teils der Gemeinde ist aus dem Jahre 1056 überliefert. Kaiser Heinrich III. verlieh am 3. Juli 1056 zu Worms dem Salzburger Erzbischof Balduin ein Gebiet in Gumbrahtdesteiden (Gumprechtstätten = Groß St. Florian), das eine Größe von drei königlichen Hufen umfasste. Schon in früher Zeit erhielt der Ort eine eigene Pfarrkirche. Die Kirche Sankt Florian mit ihrem Pfarrer wurde bereits 1136 erstmals genannt. Für das Jahr 1265 ist südwestlich des Ortes Groß St. Florian eine abgekommene Siedlung (Wüstung) namens Walhesreut dokumentiert, die auf eine Rodung und den Personennamen Walcho zurückgeführt wird.
Es werden aber auch romanische Siedler von den Baiern als Walchen bezeichnet, was bei Namensableitungen zu bedenken ist. Ob diese Örtlichkeit daher ihren ersten Namensteil vom altdeutschen Personennamen oder von romanischen Siedlern (diese Gegend wurde von Aquileia aus missioniert, siehe bei St. Ulrich) ableitet, ist nicht endgültig entschieden.
Spätestens Ende des 14. Jahrhunderts wurde Sankt Florian auch zum Markt erhoben, 1380 wird Sankt Florian als „forum sancti Floriani“ (Markt des heiligen Florian) urkundlich erwähnt. Ort und Pfarre gehörten bis zu dessen Neuorganisation 1786 zum Bistum Lavant, dessen bischöflichem Mensalgut sie 1371 einverleibt worden war. Der leitende Priester der Pfarre trug den Titel „vicarius perpetuus“ (Pfarrvikar). Schloss Dornegg wurde vermutlich vor 1529 als Wehrschloss durch Christoph von Raknitz erbaut, bevor es im 18. Jahrhundert von der Familie Schönborn in ein spätbarockes Wohnschloss umgewandelt wurde. War seit dem 12. Jahrhundert der Name St. Florian geläufig, so wurde die Ortsbezeichnung 1887 in Groß Sankt Florian geändert.
1774 wurde die Blutgerichtsbarkeit des Ortes aufgehoben. Der letzte Straftäter, der am Galgen gehängt wurde, war Johann Kößlauer, ein ehemaliger Soldat, der von Diebstählen und Betrügereien lebte, dem man aber auch einen Bund mit dem Teufel nachgesagt hatte, weil er angeblich in der Lage war, sich unsichtbar zu machen und Zauberei zu betreiben. Das Galgenkreuz steht nordwestlich außerhalb des Ortes ⊙ an der Tanzelsdorferstraße.
Ein Aufsehen erregender Mordfall ereignete sich im Mai 1929 in Gussendorf, der „Heustadlmord“: Unter den Brandtrümmern eines Heustadels wurde eine Frauenleiche und die eines neugeborenen Kindes gefunden. Die Frau war eine 20-jährige Dienstmagd aus Zirknitzberg bei St. Stefan ob Stainz, die in einer Beziehung mit einem Bauernsohn aus Gussendorf gestanden hatte. Sie war mit einem Revolverschuss in den Kopf getötet und das Gebäude in Brand gesteckt worden.
Am 1. Jänner 1968 wurden die Gemeinden Grünau an der Laßnitz, Gussendorf und Petzelsdorf in Weststeiermark eingemeindet.
Am 1. Jänner 1969 folgte die Eingemeindung von Kraubath (Weststeiermark) und Lebing. Die Gemeinde Lebing ihrerseits war erst ein Jahr zuvor aus den damaligen Gemeinden Krottendorf an der Laßnitz, Lebing, Tanzelsdorf und Vochera an der Laßnitz entstanden.
Die Gemeinden Gussendorf, Kraubath und Petzelsdorf gingen 1920 aus der Aufteilung der damaligen Gemeinde Gussendorf hervor, in deren Rahmen auch die Katastralgemeinden Wohlsdorf und Schönaich zur Gemeinde Schönaich-Wohlsdorf vereinigt worden waren.
Die Gemeinden Tanzelsdorf und Vochera an der Laßnitz hatten ursprünglich die Gemeinde Tanzelsdorf gebildet und waren 1893 zu eigenständigen Gemeinden geworden.
Der Name der Gemeinde Kraubath war mit 1. März 1949 in Kraubath (Weststeiermark) geändert worden,
um Verwechslungen mit Kraubath an der Mur zu vermeiden. Die Namen der Gemeinden Grub, Grünau, Krottendorf und Petzelsdorf wurden mit 1. Juni 1951 in Grub bei Groß Sankt Florian, Grünau an der Laßnitz, Krottendorf an der Laßnitz und Petzelsdorf in Weststeiermark geändert.
Im Rahmen der Gemeindestrukturreform wurden 2012 Wünsche geäußert, einen Teil des Gebietes der Gemeinde Stainztal statt der Gemeinde Stainz entsprechend der Pfarrzugehörigkeit der Gemeinde Groß St. Florian anzuschließen.

## Bevölkerung

### Bevölkerungsstruktur
Die Gemeinde hatte laut Volkszählung 2001 2.973 Einwohner. 96,8 % der Bevölkerung besitzen die österreichische Staatsbürgerschaft. Zur römisch-katholischen Kirche bekennen sich 95,0 % der Einwohner, 2,8 % sind ohne religiöses Bekenntnis.

## Kultur und Sehenswürdigkeiten

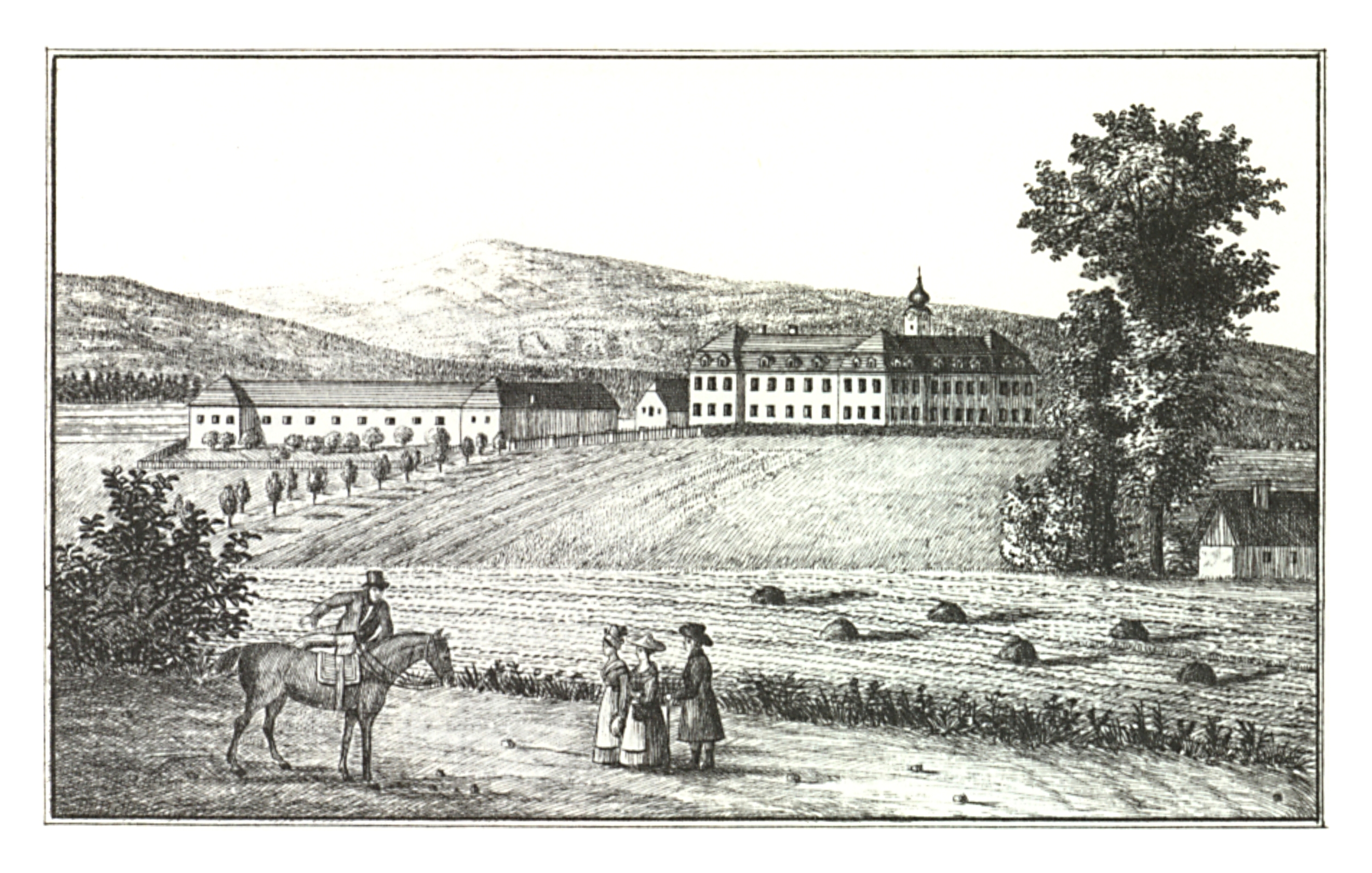
Schloss Dornegg um 1820, Lith. Anstalt J.F. Kaiser, Graz

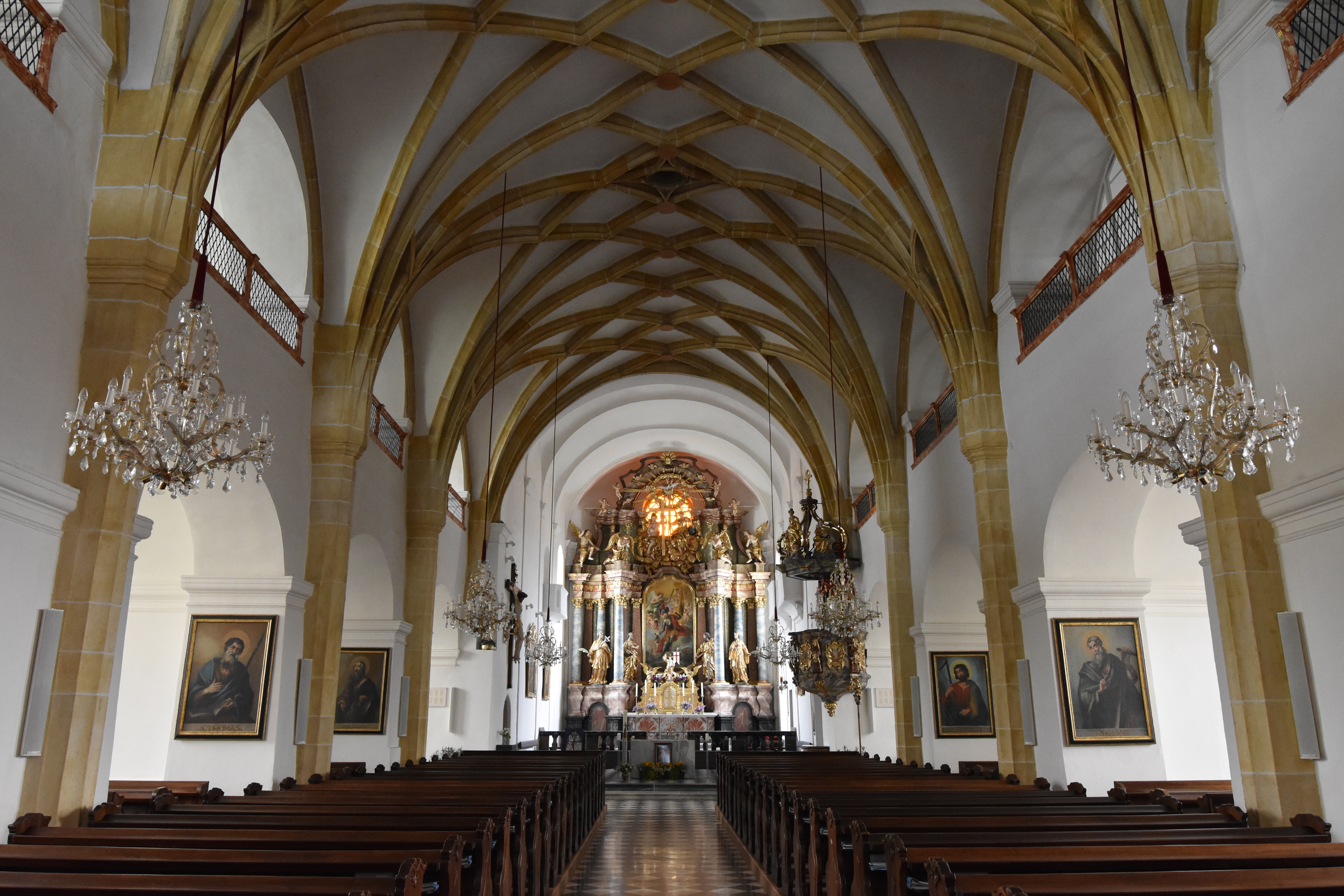
Die Innenansicht der Pfarrkirche

### Pfarrkirche
Die Pfarrkirche von Groß Sankt Florian basiert vermutlich auf einer romanischen Saalkirche mit hölzerner Flachdecke aus dem 11. Jahrhundert. Archäologische Untersuchungen legten 2008 den gotischen Boden und eventuell auch das romanische Bodenniveau frei.
Um 1350 erfolgte ein großer gotischer Zubau mit dem Nordturm. 1522 erfolgte die gotische Erweiterung mit einem Netzrippengewölbe, bevor die Kirche ab 1711 barock umgestaltet wurde und zwischen 1869 und 1873 ihr heutiges Aussehen verliehen bekam. Nach einer Innen- bzw. Außenrenovierung in den Jahren 1968 und 1980 wurde 1998 auch die barocke Orgel (1747 – Caspar Mitterreither) ersetzt.
Die Kirche besitzt einen großen Hochaltar aus 1734, ihre Ausstattung stammt aus dem 18. und 19. Jahrhundert. Grabdenkmäler in der Kirche stammen aus den Jahren um 1477 (Rudolf von Hollenegg), 1529, 1558, 1593, 1624 (Familie Racknitz) und 1640 (Bischof von Diözese Lavant Leonhard II. Götz).
Die Mariensäule aus der Zeit um 1737 zeigt den Hl. Nepomuk, Franz Xaver, Sebastian, Rochus, Antonius von Padua und Johannes den Täufer. Die Marienstatue wird auf die neogotische Erneuerung 1911 zurückgeführt.

### Steirisches Feuerwehrmuseum

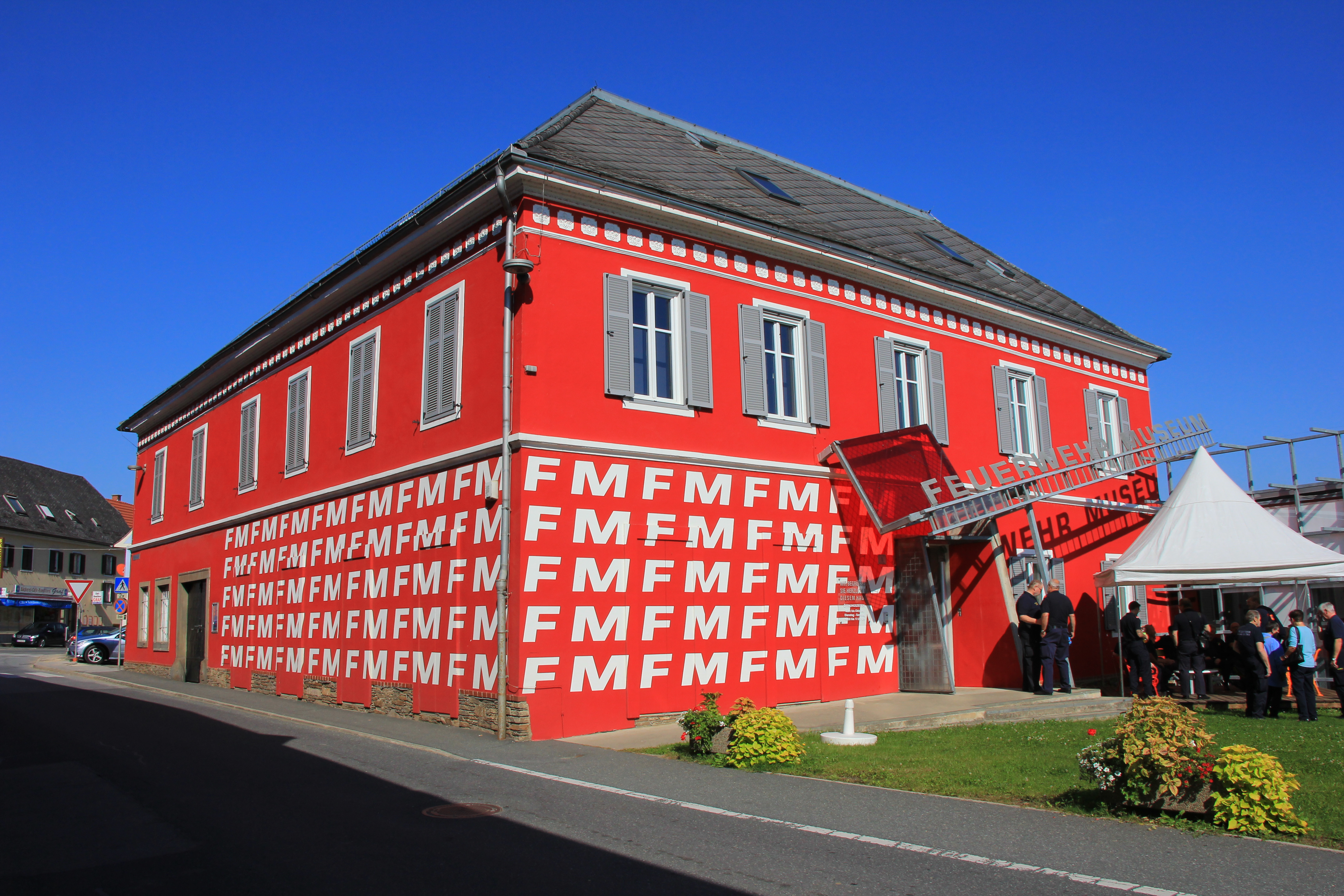
Steirisches Feuerwehrmuseum

Das Steirische Feuerwehrmuseum wurde 1995 eröffnet. Es zeigt Entwicklung und Aufgaben der steirischen Feuerwehren.

### Römersammlung
Diese Sammlung zeigt archäologische Funde und ist in einem Raum des Feuerwehrmuseums untergebracht. Die Sammlung wurde aufgrund der Grabungsergebnisse 2008 neu aufgestellt und am 15. Mai 2009 wieder eröffnet. Südlich von Groß St. Florian befindet sich im Laßnitztal in der Katastralgemeinde Grünau eine Ausgrabungsstätte. Dort wurden neben Überresten einer bronzezeitlichen Siedlung die Reste der „Villa von Grünau“ gefunden. Dabei handelt es sich um ein großes Landgut aus der Römerzeit, das sich auf dem Territorium von Flavia Solva befand. Die Grabungen, bei denen auch mehrere, zur Villa gehörende Grabhügel untersucht wurden, wurden (mit Unterbrechungen) zwischen 1988 und 2008 durchgeführt. Der wertvollste Fund aus der Villa ist der Silberbecher von Grünau, der (in Kopie) in der Sammlung ausgestellt ist (das Original befindet sich im Universalmuseum Joanneum in Graz). Dieser Becher ist 7,5 cm hoch und 400 Gramm schwer. Er wird zu den wertvollsten und bedeutendsten Funden aus der Römerzeit in der Steiermark gezählt.

### Musik
Aus Groß Sankt Florian stammen die Musikkapelle Groß Sankt Florian, das Jugendblasorchester Groß Sankt Florian, die Familienmusik Fuchs, die Florianer Tanzbodenmusi. Zentrum der musikalischen Ausbildung ist die örtliche Musikschule, eine Zweigstelle der Erzherzog Johann Musikschule Stainz.

## Wirtschaft und Infrastruktur

### Wirtschaft
Laut Arbeitsstättenzählung 2001 gibt es 134 Arbeitsstätten mit 1.101 Beschäftigten in der Gemeinde sowie 879 Auspendler und 710 Einpendler. Wichtigste Branchen sind Sachgütererzeugung und Handel, wichtigste Arbeitgeber Erzeuger von Bekleidung und Spielautomaten, eine Firma für Kran- und Landmaschinenbau, eine Weingroßkellerei, sowie ein Schlachthof und die Holzverarbeitung. Es gibt 174 land- und forstwirtschaftliche Betriebe (davon 41 im Haupterwerb), die zusammen 2.582 ha bewirtschaften (1999).

### Verkehr
Die Gemeinde liegt an der Landesstraße 601, die im Laßnitztal verläuft und das Murtal mit der Pyhrn Autobahn A 9 und den Bezirk Deutschlandsberg verbindet. Haltestellen der Bahnlinie Graz–Lieboch–Wies-Eibiswald der Graz–Köflacher Bahn (GKB) befinden sich in Groß St. Florian und in Gussendorf. Buslinien der GKB verbinden für den Schülerverkehr die Gemeinde mit dem Umland.
Die Gemeinde liegt an der Trasse der in Bau befindlichen Koralmbahn. Für diese Bahnstrecke wurde in den Jahren 2008/09 der Lauf der Laßnitz über mehr als zwei Kilometer neu gestaltet und Hochwasserrückhaltebecken angelegt. Im Rahmen dieser Arbeiten wurde auch die Laßnitzbrücke zwischen Gussendorf und Lassenberg bei Wettmannstätten als 142 m lange und 14,5 m hohe Stahlbetonbrücke neu errichtet und am 29. August 2008 für den Verkehr freigegeben.

### Feuerwehren
Die Gemeinde verfügt mit der FF Groß St. Florian, der FF Gussendorf, der FF Kraubath, der FF Michlgleinz und der FF Tanzelsdorf über fünf Freiwillige Feuerwehren.

## Politik

### Rathaus
Das Rathaus von Groß St. Florian wurde ab 2018 tiefgreifend umgebaut und der Neubau am 4. September 2022 eröffnet. Der Neubau umfasst auch die Schaffung eines Begegnungs-Sitzungs-Trauungsraumes mit 180 m², eine Gewerbefläche und Umbauten mit 2800 m² am Rathausplatz.

### Gemeinderat
- Mit den Gemeinderatswahlen in der Steiermark 2000 hatte der Gemeinderat folgende Verteilung: 11 ÖVP und 4 SPÖ.
- Mit den Gemeinderatswahlen in der Steiermark 2005 hatte der Gemeinderat folgende Verteilung: 11 ÖVP, 3 SPÖ und 1 FPÖ.[27]
- Mit den Gemeinderatswahlen in der Steiermark 2010 hatte der Gemeinderat folgende Verteilung: 12 ÖVP und 3 SPÖ.[28]
- Mit den Gemeinderatswahlen in der Steiermark 2015 hatte der Gemeinderat folgende Verteilung: 13 ÖVP, 5 SPÖ und 3 FPÖ.[29]
- Mit den Gemeinderatswahlen in der Steiermark 2020 hat der Gemeinderat folgende Verteilung: 13 ÖVP, 7 SPÖ und 1 FPÖ.[30]

### Bürgermeister
- 1971–1986 Kuno Purr (1922–2015)
- 1991–2010 Kurt Bauer (ÖVP)
- 2010–2024 Alois Resch (ÖVP)[31]
- seit 2024 Johann Posch (ÖVP)[32]

### Wappen
Das Recht zur Führung des Gemeindewappens wurde zum 1. November 1994 bestätigt. Wegen der Gemeindezusammenlegung verlor das Wappen mit 1. Jänner 2015 seine offizielle Gültigkeit. Die Wiederverleihung erfolgte mit Wirkung vom 1. Dezember 2015.
| Wappen Groß Sankt Florian | Blasonierung: „In blauem Schild silbern der gerüstete heilige Florian, in der Rechten pfahlweise eine silberne Fahnenlanze mit rotem Kreuz haltend, mit der Linken aus silbernem Sechter Wasser auf ein rot brennendes silbernes Haus gießend.“ |
| Wappen Groß Sankt Florian | |

## Persönlichkeiten

### Ehrenbürger
- 1984: Josef Krainer (1930–2016), Landeshauptmann

### Söhne und Töchter der Gemeinde
- Rudolf Gustav Puff (1808–1865), Gymnasialprofessor, Schriftsteller, Dichter und Förderer der slowenischen Kultur
- Guido Pattai (1818–1859), Jurist und Politiker
- Friedrich Frischenschlager (1885–1970), Komponist und Chorleiter
- Reinhold Purr (1937–2018), Politiker (ÖVP)
- Peter Sengl (* 1945), geb. in Unterbergla, Maler
- Brigitte Young (* 1946), Professorin für Internationale Politische Ökonomie

## Historische Landkarten

St. Florian und seine Umgebung in den Landesaufnahmen der österreichisch-ungarischen Monarchie
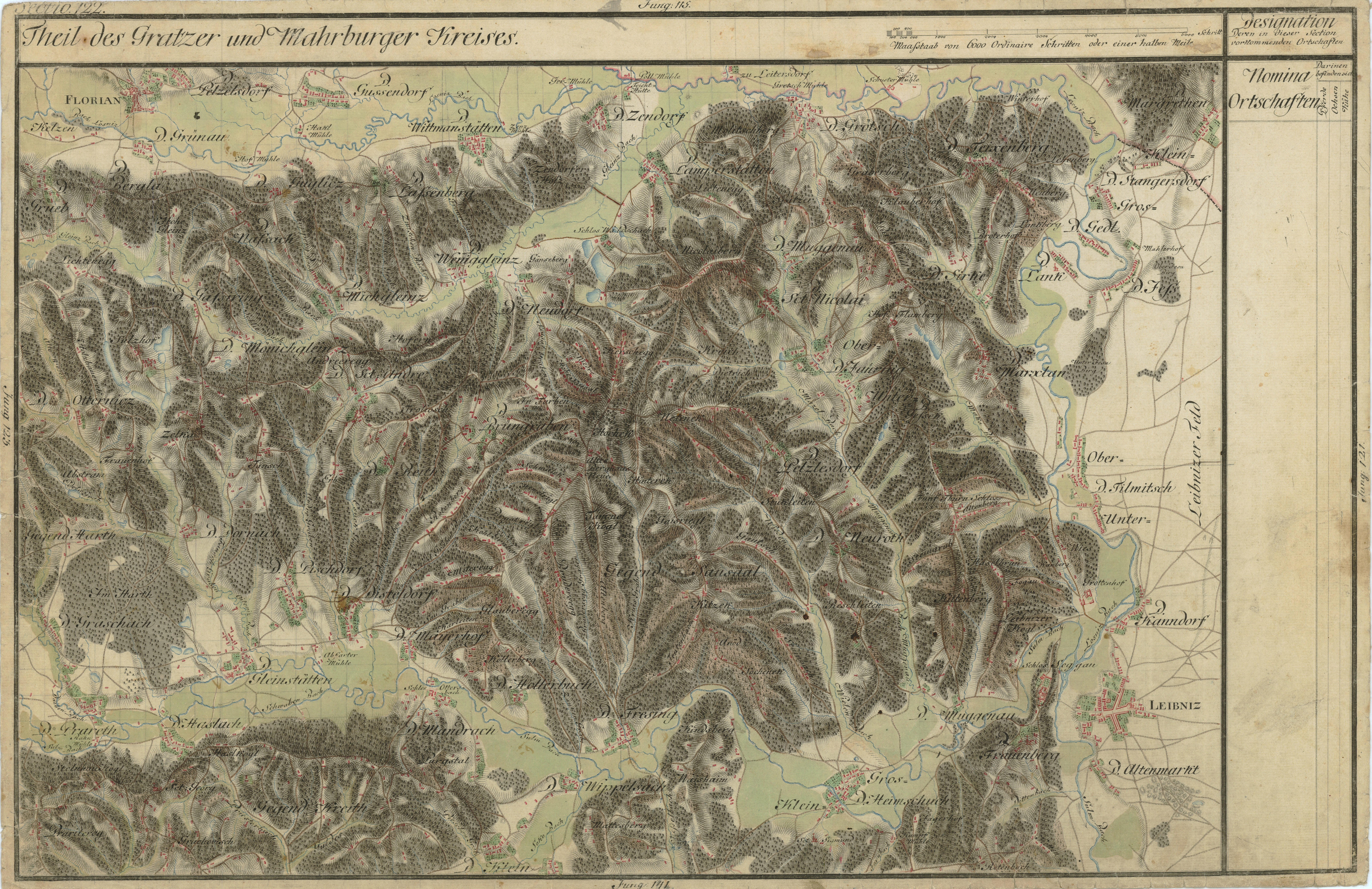
St. Florian (links oben) und südliche Umgebung: Gleinz, Sausal in der Josephinischen Landesaufnahme, ca. 1790
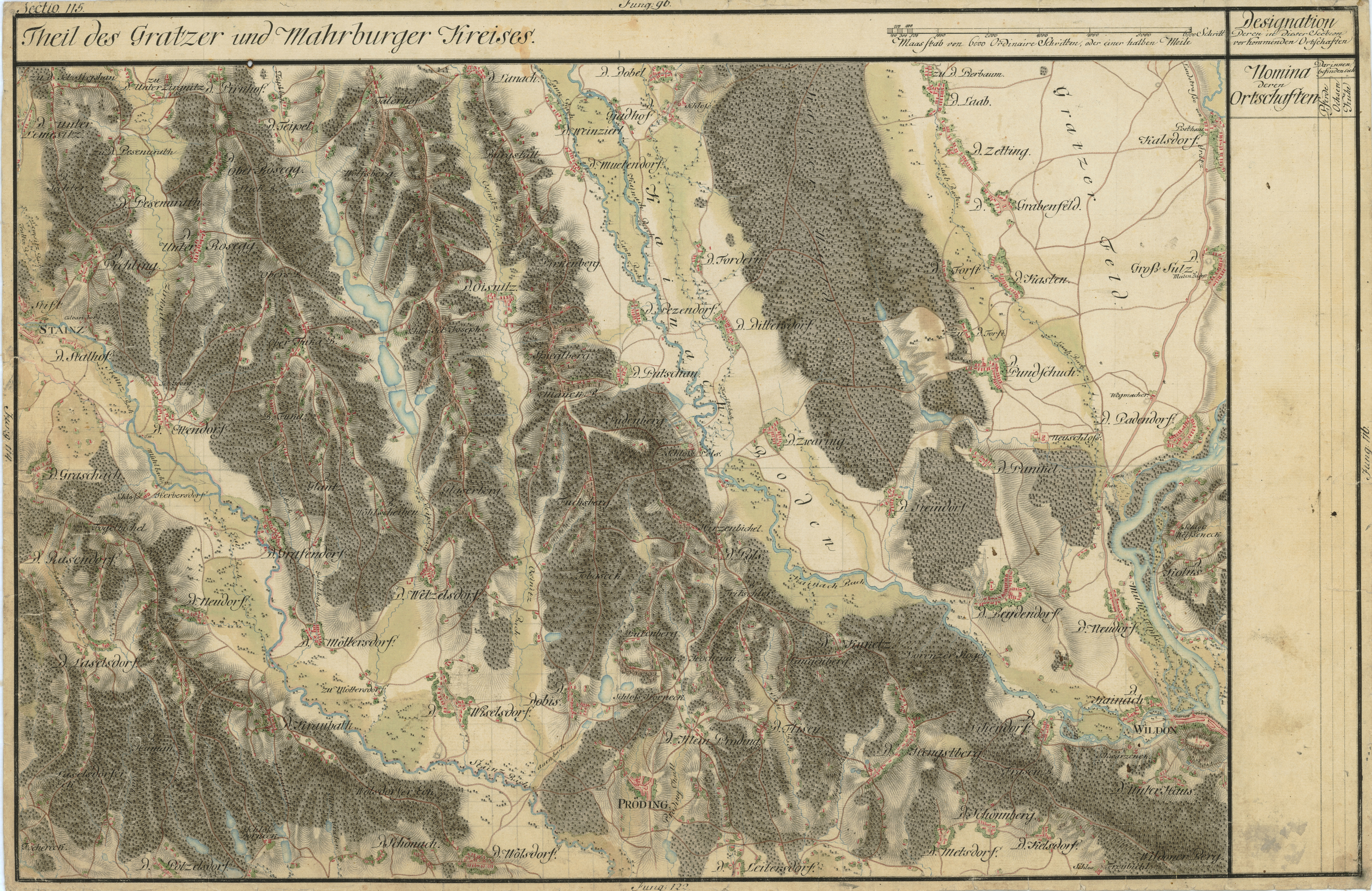
Der Norden von St. Florian
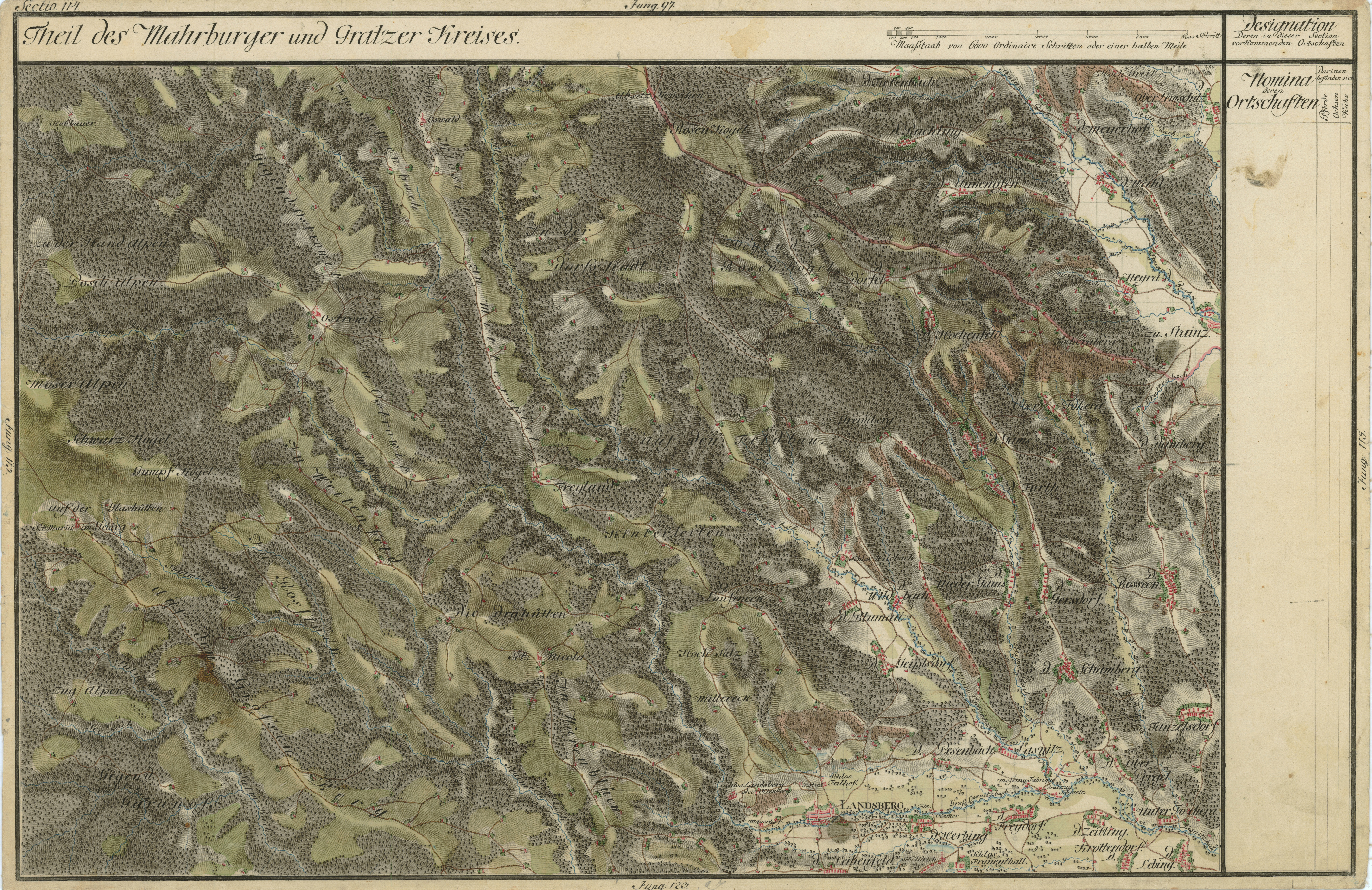
Deutschlandsberg und Frauental im Westen von St. Florian
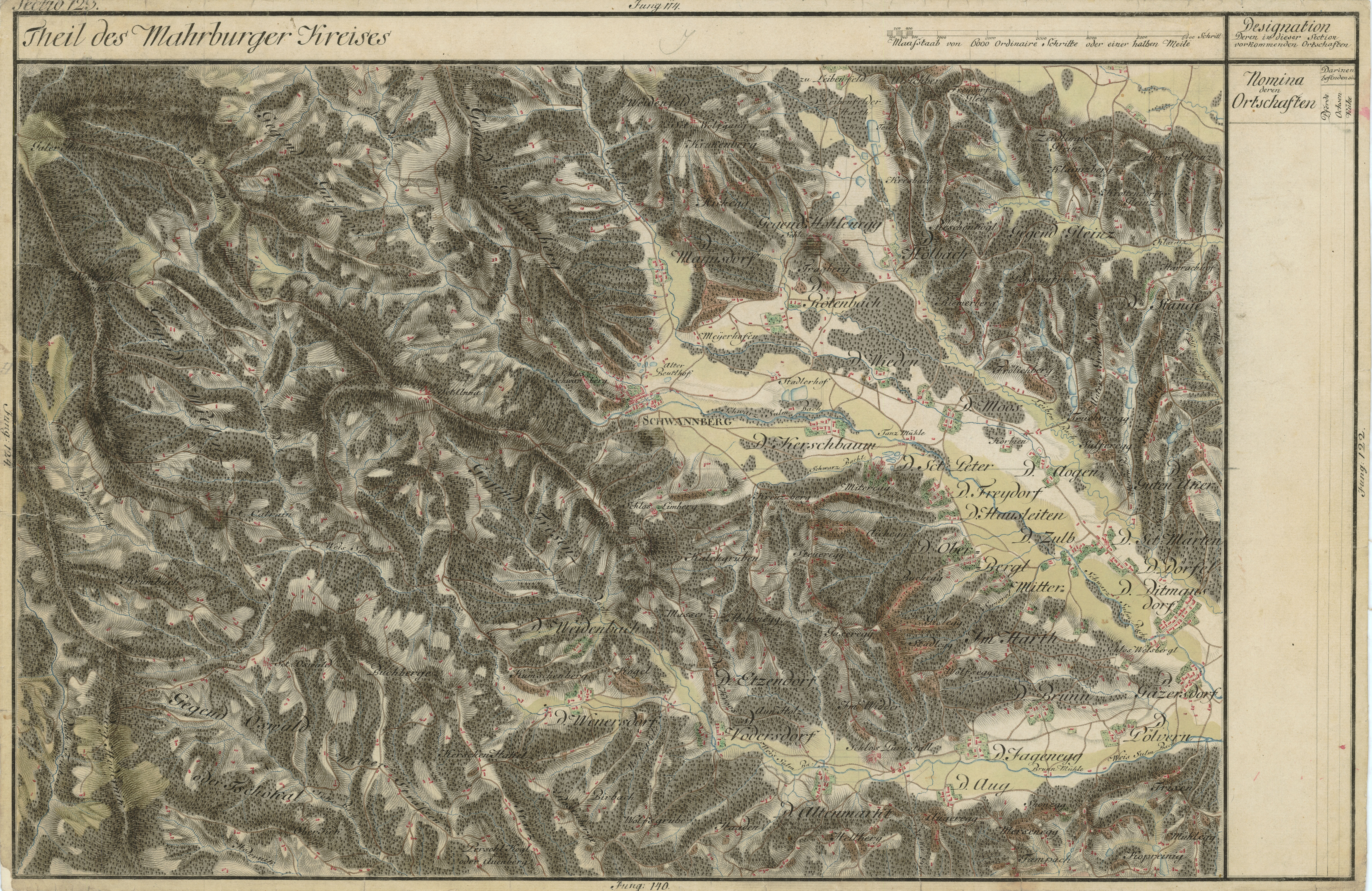
Schwanberg im Südwesten von St. Florian
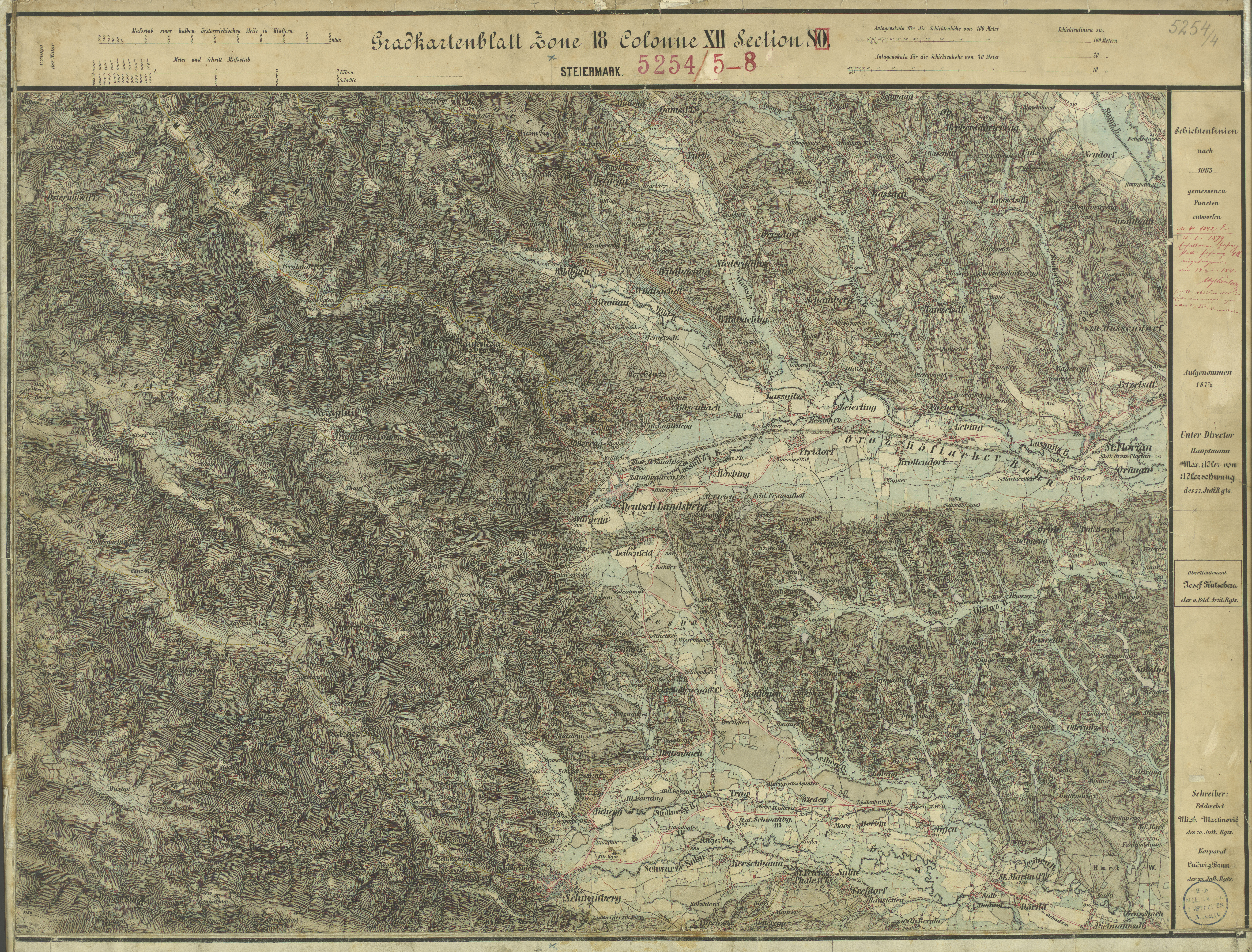
St. Florian im Laßnitztal um 1878, Aufnahmeblatt der Landesaufnahme
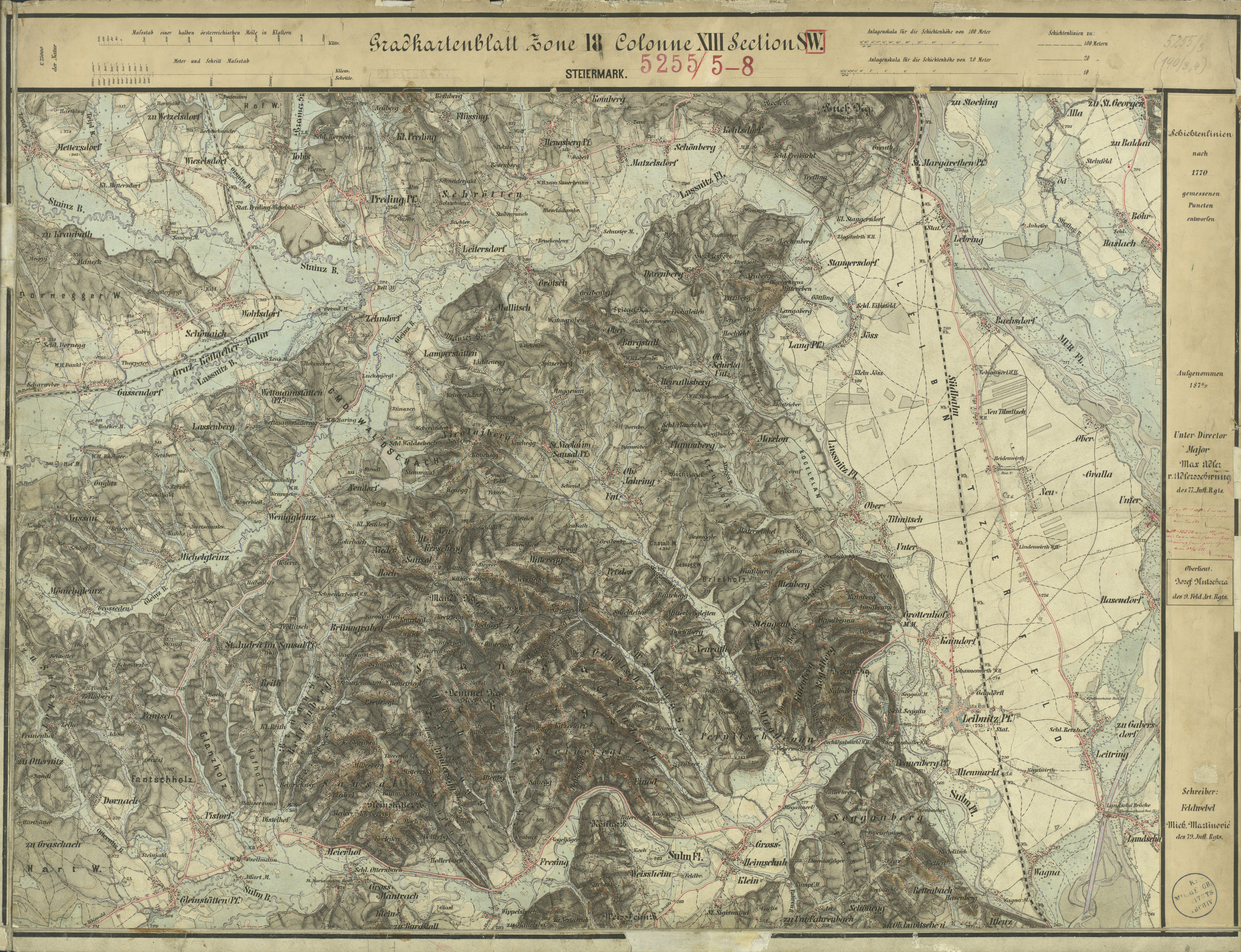
Das Laßnitztal östlich von St. Florian
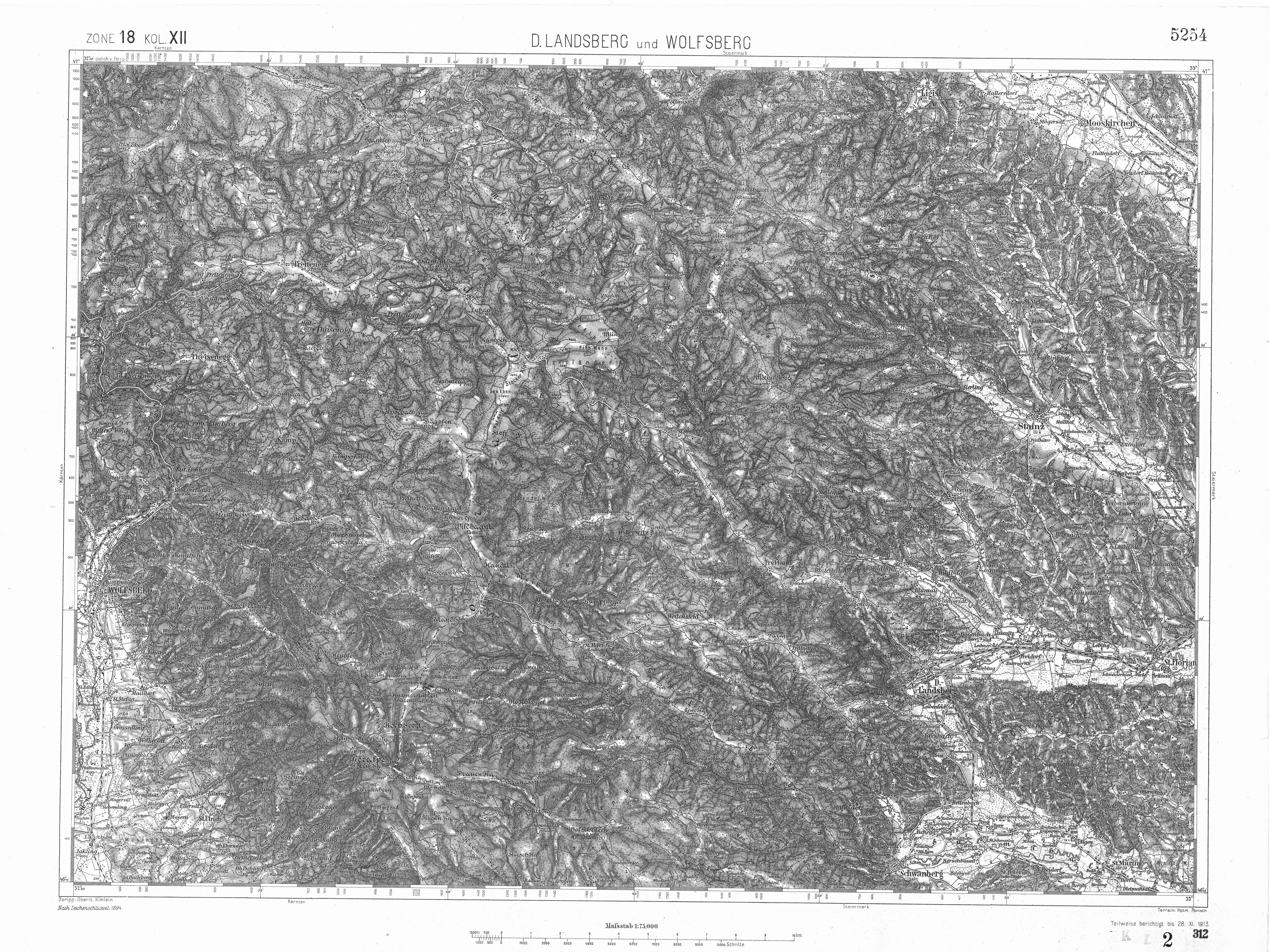
In der franzisco-josephinischen Landesaufnahme, ca. 1910
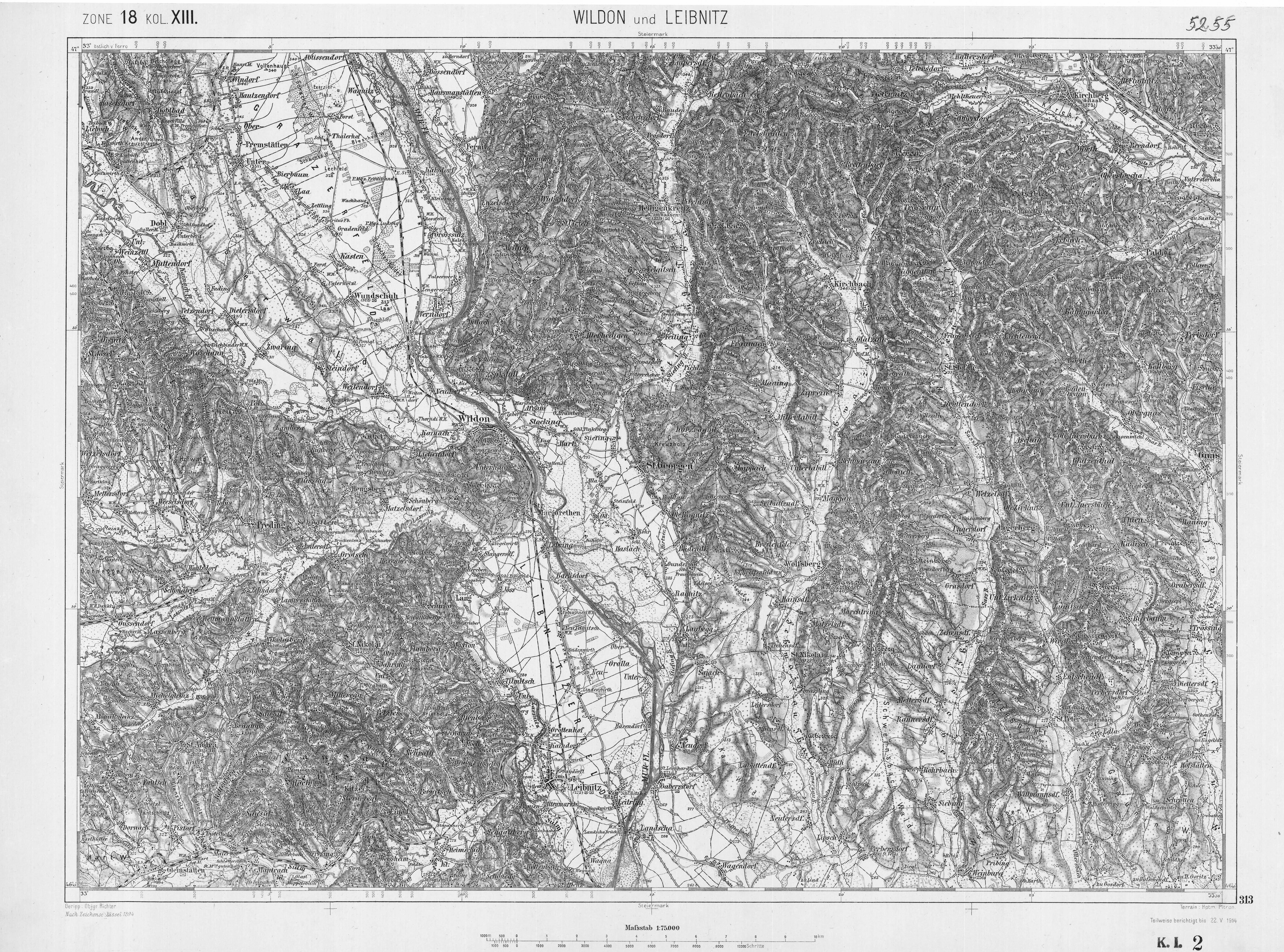
Der Osten von St. Florian